# Honda VF 1100 C

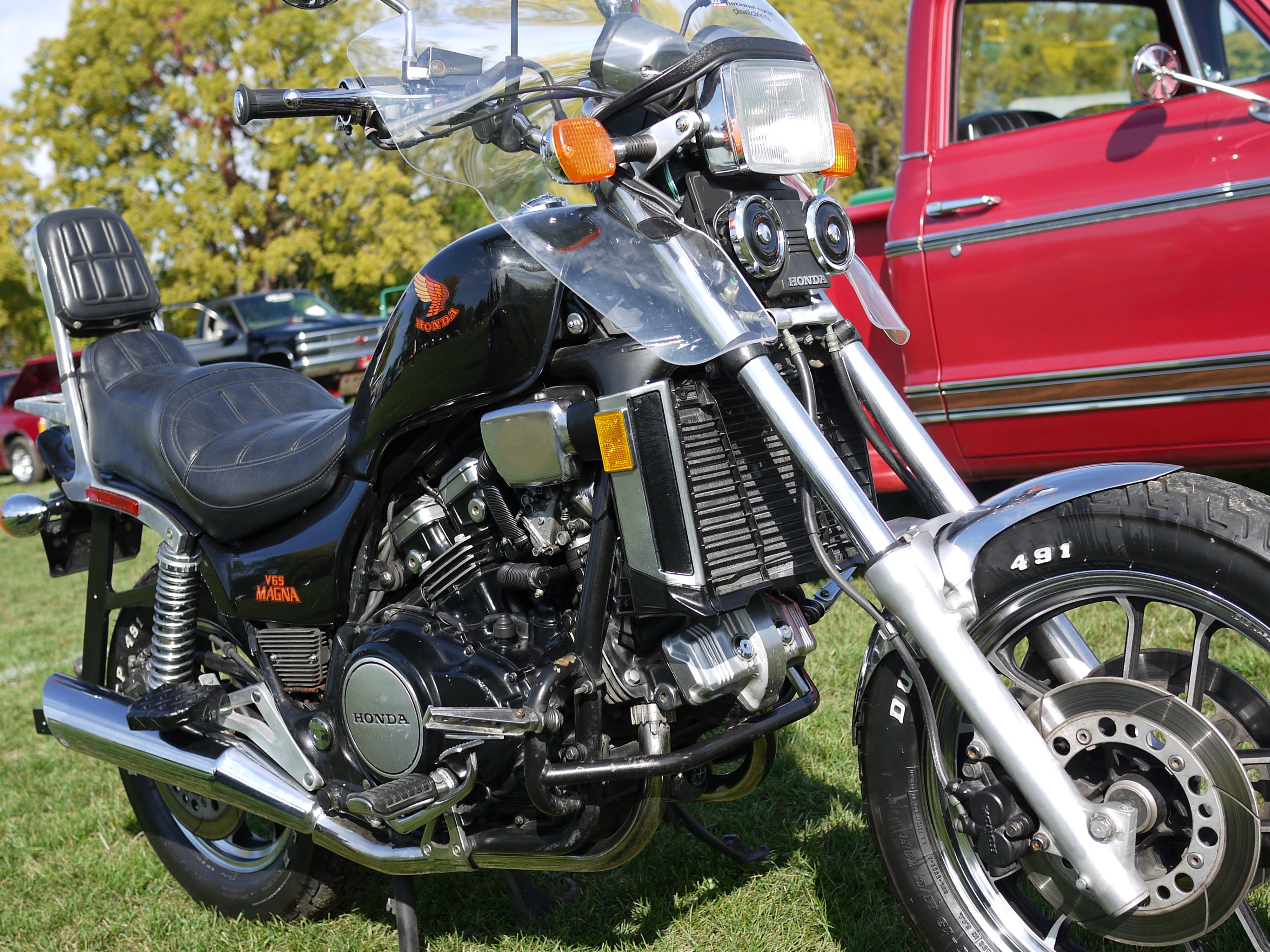
Honda VF 1100 C mit Zubehör-Windschutz

Die Honda VF 1100 C (Werkscode: SC 12), als „V65 Magna“ für den US-amerikanischen Markt bezeichnet, war ein Chopper des japanischen Kraftfahrzeugherstellers Honda mit 1098 cm³ Hubraum, der von 1983 bis 1986 gebaut wurde.
Sie gehörte zu den Honda-V4-Motorrädern der ersten Generation (VF 400 F, VF 500 F, VF 750 F, VF 750 S, VF 750 C, VF 1000 F, VF 1000 R, VF 1100 C).
Der quer eingebaute V-Motor hatte wie alle anderen damaligen V4-Triebwerke von Honda einen 90 Grad Zylinderbankwinkel, 0 Grad Hubzapfen- und 360 Grad Zündversatz. Sie hatte 4 Keihin-Gleichdruckvergaser VD 80A mit 33,2 mm Durchlass sowie vier obenliegende Nockenwellen. Die Bohrung betrug 79,5 mm; der Hub (55,3 mm). Das Verdichtungsverhältnis betrug 10,5:1. Die Motorleistung betrug 88 kW (120 PS) bei 8.500/min in Europa, 85 kW (116 PS) in Nordamerika. In Deutschland betrug die Leistung 74 kW (100 PS) auf Grund der damaligen, freiwilligen Leistungsbeschränkung des Honda-Importeurs. Das Getriebe hatte 5 Gänge.
Durch die Verwendung eines Kardans mit zwei Kegelradgetrieben (Winkelgetrieben) war es nötig, die Kurbelwelle im Gegensatz zu den ansonsten fast baugleichen Motoren der VF-1000-Serie (mit Ausnahme der VF 1000 R), rückwärts drehen zu lassen. Dies fördert zudem die Handlichkeit beim Fahren, da die Kurbelwelle entgegengesetzt zu den Rädern dreht und sich die stabilisierenden Kreiselkräfte zum Teil gegenseitig aufheben. Dieses Prinzip findet sich auch in modernen Rennmotorrädern wie der Yamaha YZR-M1 oder der MV Agusta F3 wieder, macht bei Kettenantrieb aber ein zusätzliches Zwischenzahnrad erforderlich, damit sich das Hinterrad vorwärts dreht.
Das Drehmoment mit 90 Nm lag bei 7000/min an. Die Höchstgeschwindigkeit betrug 210 km/h. Sie war die hubraumstärkste V4-Honda mit quer liegender Kurbelwelle. Der Motor überbot demgemäß alle anderen V4-Modelle von Honda wie auch viele Konkurrenzprodukte in Sachen Durchzugsqualitäten.
Das Fahrwerk der VF 1100 C wurde durch diese schiere Kraft an seine Leistungsgrenze gebracht. Vor allem im Hochgeschwindigkeitsbereich wurde über den breiten Lenker die Maschine unruhig.
Der Federweg vorn betrug 160 mm und hinten 115 mm.
Der VF 1100 C hatte einen Stahlrohrrahmen mit einer konventionellen Teleskopgabel mit 41 mm Standrohren. Das 18-Zoll-Vorderrad (Breite 2,50 Zoll) hatte einen 110/90 V 18 TL-Reifen und das Hinterrad einen Durchmesser von 16 Zoll (Breite 3,50 Zoll) mit einem 140/90 V 16 TL-Reifen auf Gussfelgen. Der Radstand betrug 1595 mm, Lenkkopfwinkel 59 Grad 40', Nachlauf 105 mm.
Die Leistung der Lichtmaschine betrug 360 W bei 5.000/min. Die Kapazität der 12-V-Batterie betrug 14 Ah.
Die Bremsen vorn waren eine 276-mm-Doppelscheibe, hinten eine 296-mm-Einzelscheibe.
Der Benzintank fasste 17 Liter mit einer Reserve von 3,5 Litern. Das Leergewicht der Maschine betrug vollgetankt 266 kg, Trockengewicht 243,5 kg.
Der Verkaufspreis belief sich im Jahr 1983 auf 12.500 DM. Es wurden die Farben Rot und Blau angeboten.

## Straßenvariante V 65 Sabre (VF 1100 S)
Neben dem VF-1100-C-Chopper-Modell, welches in den Vereinigten Staaten V 65 Magna hieß, gab es dort auch eine Straßenversion V 65 Sabre (VF 1100 S außerhalb der USA) (Werkscode: SC 17). Sie wurde auch in den USA gebaut, in der Honda-Motorcycle-Plant in Marysville, Ohio. Die Sabre wurde offiziell nicht in Deutschland angeboten.
Der Antrieb (Kardan) und der Motor waren identisch mit dem 1100er-C-Modell, die Vergaser hatten jedoch 36 mm Durchlass. Das Drehmoment der Maschine betrug 101,7 Nm bei 7.500/min. Das Getriebe hatte – wie die V 45 Sabre (VF 750 S) – 6 Gänge (5 plus Overdrive).
Das Vorderrad war identisch mit dem Chopper (18-Zoll-Durchmesser und eine Breite von 2,50 Zoll) mit einem 110/90 V 18 TL-Reifen. Das Hinterrad hingegen hatte einen Durchmesser von 17 Zoll (Breite 3,50 Zoll) mit einem 130/90 V 17 TL-Reifen auf Gussfelgen. Die hintere (3-fach verstellbare) Federung war ein Mono-Federbein.
Die Bremsen vorn waren eine 276-mm-Doppelscheibe, hinten eine 279-mm-Einzelscheibe. Der Nachlauf betrug 94 mm.
Die Sitzhöhe war 83,1 cm. 21,9 Liter betrug der Tankinhalt.
Optional konnte als Zubehör eine Verkleidung, Packtaschen/Koffer sowie Sturzbügel geordert werden.